# CJ Mac
Pour les articles homonymes, voir Mac.
CJ Mac (né Bryaan Ross le 12 mars 1969 à South Central Los Angeles en Californie) est un rappeur et acteur américain.

## Biographie
CJ Mac publie son premier EP, Color Me Funky, en indépendant en 1991, sous le nom de CJ Mack. L'album est épuisé et extrêmement rare. En 1995, il publie son deuxième album, True Game, sur le label Rap-a-Lot Records, cette fois sous le nom de Mad CJ Mac. L'album devait initialement sortir sur Ruthless Records, le label d'Eazy-E.
En 1999, il apparaît dans le film Le Pacte des caïds (Thicker Than Water) aux côtés des rappeurs Mack 10 et Fat Joe dans le rôle d'un baron de la drogue appelé Gator. La même année, il publie son troisième album, Platinum Game, le 31 août 1999. Il contient de nombreuses collaborations avec des rappeurs de la scène West Coast (Mack 10, WC, Too $hort) et se classe en 77e au classement Top Albums R&B/Hip-hop. Publié au label Hoo-Bangin' Records de Mack 10, il est distribué par Priority Records.
CJ Mac est également réalisateur d'un documentaire sur le C-Walk, danse de gangs célèbre à Los Angeles. Il est également connu pour avoir travaillé avec Death Row Records fin 2000 avec la chanson I Ain't Fuccin Wit' Cha (sur Too Gangsta for Radio), dans laquelle il insulte Dr. Dre pour avoir quitté le label et déclarer la mort du gangsta rap, ainsi que les rappeurs Hittman, Eminem, Snoop Dogg et Aftermath Entertainment. CJ Mac est aussi connu pour avoir collaboré avec des artistes comme C-Bo, Dresta, Poppa LQ, Mack 10, Techniec, Scarface et WC.

## Discographie
- 1991 : Color Me Funky (sous C.J. Mack)
- 1995 : True Game
- 1999 : Platinum Game

## Filmographie
- 1999 : Le Pacte des caïds (Thicker than Water)
- 2003 : Mad CJ Mac presents C-Walk it's a Way of Livin' (documentaire)